# Walter A. Shewhart
Walter Andrew Shewhart (pronunciado como "Shu-jart",18 de marzo de 1891 - 11 de marzo de 1967) fue un físico, ingeniero y estadístico estadounidense, a veces conocido como el padre del control estadístico de la calidad.
W. Edwards Deming dijo de él:
Como un estadístico, él era, como muchos de nosotros, autodidacta, con un buen conocimiento previo de física y matemática.

## Primeros años y educación
Nacido en New Canton, Illinois de Anton y Esta Barney Shewhart, asistió a la University of Illinois antes de obtener un doctorado en física de la University of California, Berkeley en 1917.

## Trabajo sobre la calidad industrial
Los ingenieros de Bell Telephone’s habían estado trabajando para mejorar la fiabilidad de sus sistemas de transmisión. Debido a que los amplificadores y otros equipos tenían que ser enterrados, había una necesidad comercial de reducir la frecuencia de las fallas y reparaciones. Cuando el Dr. Shewhart se unió a la Western Electric Company Inspection Engineering Department en Hawthorne Works en 1918, la calidad industrial estaba limitada a la inspección de productos terminados y la remoción de artículos defectuosos. Todo eso cambió el 16 de mayo de 1924. El jefe del Dr. Shewhart, George D Edwards, recuerda: "El Dr. Shewhart preparó un pequeño memorándum de sólo una página de longitud. Casi un tercio de la página lo ocupaba un sencillo diagrama que todos reconocemos hoy día como un diagrama de control esquemático. Ese diagrama, y el corto texto que lo precedía y lo seguía, establece todos los principios esenciales y consideraciones encerrados en lo que hoy conocemos como Control Estadístico de Procesos." El trabajo de Shewhart remarcaba la importancia de reducir la variación en un proceso de manufactura y entender que el continuo proceso de ajuste en reacción a no-conformidades en realidad incrementaba la variación y degradaba la calidad. 
Shewhart enmarcó el problema en términos de variación por Causas Normales o Aleatorias y Causas Especiales o Asignables e introdujo las gráficas de control como una herramienta para distinguir entre las dos. Shewhart enfatizaba que traer proceso de producción a un estado de control estadístico, donde solo hay variación por Causas Normales o Aleatorias, y mantenerlo controlado, es necesario para predecir el resultado futuro y administrar un proceso económicamente. Dr. Shewhart creó las bases para el gráfico de control y el concepto de un "Estado de control estadístico por medio de experimentos diseñados cuidadosamente". Aunque el Dr. Shewhart se basó en teorías estadísticas matemáticas puras, él entendió que los datos de un proceso físico nunca produce una "curva de distribución normal" (una distribución Gaussiana, conocida también como una "curva de campana"). Él descubrió que la variación observada en datos de manufactura no siempre se comportaba igual que los datos en la naturaleza (movimiento Browniano de partículas). El Dr. Shewhart concluyó que aunque todo proceso muestra variación, algunos procesos muestran variación controlada que es natural al proceso, mientras que otros muestran variación sin control que no está presente en el sistema causal de proceso todas las veces.
Shewhart trabajó para progresar las ideas en los Laboratorios de la Telefónica Bell desde su fundación en 1925 hasta su retiro en 1956, publicando una serie de artículos en Bell System Technical Journal.
Su trabajo fue incluido en su libro Economic Control of Quality of Manufactured Product (1931).
Los gráficos de Shewhart fueron adoptados por la Sociedad Americana de Pruebas y Materiales American Society for Testing y Materials (ASTM) en 1933 y abogó para mejorar la producción durante la Segunda Guerra Mundial en los Estándares Americanos de Guerra Z1.1-1941, Z1.2-1941 y Z1.3-1942.

## Trabajo posterior
Desde finales de los 1930 en adelante, los intereses de Shewhart se expandieron desde la calidad industrial a la ciencia y la inferencia estadística. El título de su segundo libro Método Estadístico desde el punto de vista del Control de Calidad (1939) hace la audaz pregunta: ¿Qué puede aprender la práctica estadística, y la ciencia en general, de la experiencia del control industrial de calidad?
Su trabajo más convencional lo llevó a formular la idea estadística de intervalos de tolerancia y proponer sus reglas de presentación de datos, que listamos aquí:
1. La información no tiene significado fuera su contexto.
2. La información contiene señal y ruido. Para poder sacar información, se tiene que separar la señal del ruido dentro de la información.

Walter Shewhart visitó India en 1947-48 bajo el patrocinio de P. C. Mahalanobis del Indian Statistical Institute. Shewhart recorrió el país, dio conferencias y estimuló el interés en el control estadístico de la calidad entre los industriales indios.
Murió en Troy Hills, Nueva Jersey en 1967.

## Influencia
En 1938 su obra llama la atención de los físicos W. Edwards Deming y Raymond T. Birge. Ambos estaban profundamente intrigados por la medición del error en ciencia y habían publicado un ensayo semanal en Reviews of Modern Physics en 1934. Al leer las ideas (insights) de Shewhart, escribieron al journal para cambiar totalmente su enfoque en los términos de lo que Shewhart promocionaba.
El encuentro comenzó una larga colaboración entre Shewhart y Deming que incluyó trabajos sobre la productividad durante la Segunda Guerra Mundial y Deming's promovió las ideas de Shewhart en Japón desde 1950 en adelante. Deming desarrolló algunas de las propuestas metodológicas de Shewhart acerca de la inferencia científica y llamó a su síntesis el ciclo de Shewhart. (Shewhart cycle).

## Citas
Tanto la ciencia pura como la aplicada gradualmente han empujado más y más los requisitos de exactitud y precisión. Sin embargo, la ciencia aplicada, en particular en la producción en masa de piezas intercambiables, es aún más exigente de lo que la ciencia pura en algunas cuestiones de exactitud y precisión.
Los avances en la modificación de nuestro concepto de control ha sido y será comparativamente lento. En primer lugar, se requiere la aplicación de determinados conceptos físicos modernos; y en segundo lugar se requiere la aplicación de métodos estadísticos que hasta el momento han sido en su mayor parte han permanecido inalterados en la revista en que apareció. 
Proposiciones de Shewhart
1. Todos los sistemas de oportunidad de las causas no son iguales en el sentido de que nos permiten predecir el futuro en términos del pasado.
2. Las causas de sistemas de azar constantes que existen en la naturaleza.
3. Las causas asignables de variación se pueden encontrar y eliminar.
Sobre la base de pruebas, como ya presentadas, parece factible establecer criterios que permitan determinar cuándo asignable causas de variación en la calidad han sido eliminadas de manera que el producto puede entonces ser considerado para ser controlado dentro de ciertos límites. Este estado de control parece ser, en general, una especie de límite al que podemos esperar para ir económicamente en la búsqueda y eliminación de las causas de la variabilidad sin cambiar una parte importante del proceso de fabricación como, por ejemplo, estaría involucrada en la sustitución de nuevos materiales o diseños.
La definición de azar en términos de un funcionamiento físico es notoriamente sin efecto en la operaciones matemáticas de la teoría estadística, porque hasta el momento ya que estas operaciones matemáticas se refiere puramente al azar y es simplemente un término indefinido. La formal y abstracta teoría matemática tiene un independiente y solitaria existencia a veces de su propia cuenta. Pero cuando un matemático plazo indefinido, como al azar se le da un significado operacional definido en términos físicos, toma en empírica y práctica. Cada teorema matemático la participación de este concepto no definido matemáticamente se pueden dar el siguiente formulario predictivo: Si lo hace y así, entonces tal y tal que va a suceder.
Cada frase es para tener definido sentido científico debe ser la práctica o, al menos en teoría, ya sea verificable como verdadero o falso sobre la base de mediciones experimentales, ya sea en teoría o la práctica pueden obtenerse mediante la realización de una clara y previamente especificado operación en el futuro. El significado de esa frase es el método de su verificación.
En otras palabras, el hecho de que el criterio nos ha de utilizar una multa de ascendencia highbrow teoremas estadística no justifica su uso. Esa justificación debe provenir de la evidencia empírica de que las obras.
Presentación de datos depende de las acciones
Regla 1. Datos originales deberán ser presentados en una forma que preserve la evidencia en los datos originales para todas las predicciones del supuesto de que sea útil.
Regla 2. Cualquier resumen de una distribución de los números en términos de funciones simétricas no debería dar un objetivo grado de creencia en cualquiera de las inferencias o predicciones que se hizo de él que podría causar la acción humana significativamente diferente de lo que esta acción sería si la distribución original ha han tomado como prueba.

## Publicaciones

### Libros
- Shewhart, Walter A[ndrew]. (1917). A study of the accelerated motion of small drops through a viscous medium. Lancaster, PA: Press of the New Era Printing Company. pp. 433 p. OCLC 26000657. LCCN 18007524. LCC QC189 .S5.

- Shewhart, Walter A[ndrew]. (1931). Economic control of quality of manufactured product. Nueva York: D. Van Nostrand Company. pp. 501 p. ISBN 0-87389-076-0 (edition ??) |isbn= incorrecto (ayuda). OCLC 1045408. LCCN 31032090. LCC TS155 .S47.

- Shewhart, Walter A[ndrew]. (1939). Statistical method from the viewpoint of quality control. (W. Edwards Deming). Washington, The Graduate School, the Department of Agriculture. pp. 155 p. ISBN 0-486-65232-7 (edition ??) |isbn= incorrecto (ayuda). OCLC 1249225. LCCN 40004774. LCC HA33 .S45.